# روبرت رنان
روبرت رنان (انگلیسی: Robert Renan؛ زادهٔ ۱۱ اکتبر ۲۰۰۳) بازیکن فوتبال اهل برزیل است که در حال حاضر به صورت قرضی از زنیت برای باشگاه ورزشی اینترناسیونال بازی می‌کند. 
وی همچنین در تیم‌های ملی فوتبال زیر ۱۸ و زیر ۲۰ سال برزیل بازی کرده است.